# 德鲁瓦
德鲁瓦（法語：Droyes，法語發音：[dʁwa]）是法国上马恩省的一个旧市镇，属于圣迪济耶区。2016年1月1日，德鲁瓦和相邻的另外3个市镇合并为新市镇里沃代尔瓦斯（Rives Dervoises）。

## 地理
德鲁瓦（48°30'44"N, 4°41'53"E）面积25.23 平方千米，位于法国大東部大區上马恩省，该省份为法国东北部内陆省份，北起马恩省和默兹省，西接奥布省，西南接科多尔省，东南接上索恩省，东临孚日省。
与德鲁瓦接壤的市镇（或旧市镇、城区）包括：巴伊勒弗朗、拉波特迪代尔、普朗吕、沙蒂永叙布鲁埃、日福蒙-尚波贝尔、乌蒂讷、代尔地区蒙捷。

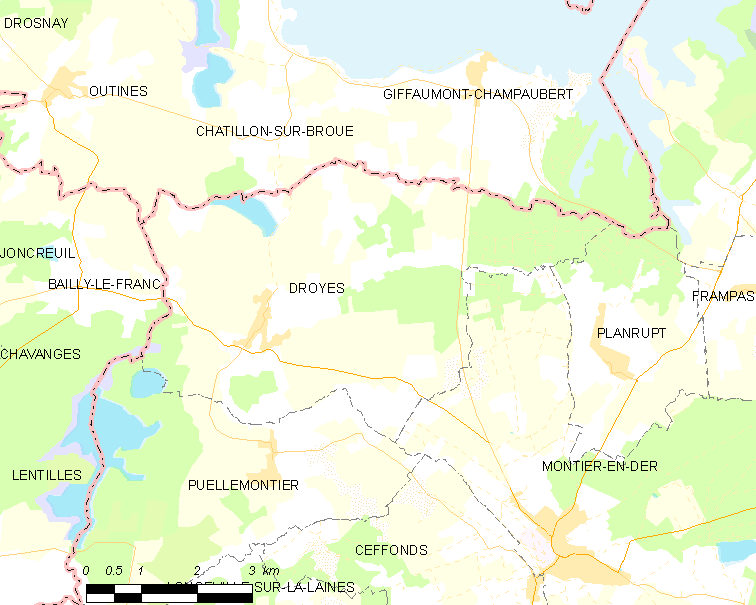
德鲁瓦的OSM定位图

德鲁瓦的时区为UTC+01:00、UTC+02:00（夏令时）。

## 行政
德鲁瓦的邮政编码为52220，INSEE市镇编码为52180。

## 政治
德鲁瓦所属的省级选区为瓦西县。

## 人口

1962-2008年间德鲁瓦人口变化图示

德鲁瓦于2018年1月1日时的人口数量为434人。